# Будре
Будре (фр. Baudres) насеље је и општина у централној Француској у региону Центар (регион), у департману Ендр која припада префектури Шаторо.
По подацима из 2011. године у општини је живело 474 становника, а густина насељености је износила 17,3 становника/km². Општина се простире на површини од 27,4 km². Налази се на средњој надморској висини од 80 метара (максималној 206 m, а минималној 110 m).

## Демографија
| 1962. | 1968. | 1975. | 1982. | 1990. | 1999. | 2011. |
| ----- | ----- | ----- | ----- | ----- | ----- | ----- |
| 559   | 655   | 585   | 561   | 507   | 495   | 474   |

График промене броја становника у току последњих година